# Hajao Mijazaki
Hajao Mijazaki (japonsko 宮崎 駿, Mijazaki Hajao), japonski režiser risanih filmov, * 5. januar 1941, Tokio, Japonska.
Mijazaki je avtor številnih priljubljenih risanih filmov, aktiven pa je tudi na področju mange. Pred letom 1999, ko je podjetje Miramax na Zahodnih tržiščih predstavilo risani film Princeso Mononoke, je bil izven meja Japonske oziroma vzhodne Azije, kjer je užival velik sloves, poznan predvsem med poznavalci žanra. Mijazakijev risani film Čudežno potovanje (v izvirniku 千と千尋の神隠し, Sen to Chihiro no Kamikakushi) na Japonskem velja za finančno najuspešnejši film vseh časov, pred njim je imela za kratek čas ta status Princesa Mononoke, dokler ni istega leta prišel na filmska platna Titanik.
Njegovi filmi so razpoznavni po ponavljajočih se temah, kot so odnos človeštva do narave, tehnologije in težavnost ohranjanja pacifistične etike. Protagonisti v njegovih filmih so pogosto moralno močne, neodvisne ženske oziroma deklice, negativni liki (kadar so prisotni) pa so karakterno negotovi, vendar imajo možnost spreobrnitve. Da bi imel popolno ustvarjalno svobodo je s sodelavcem ustanovil lasten animacijski studio in produkcijsko hišo Studio Ghibli. Njegov najnovejši film z naslovom Zaveje veter (風立ちぬ, Kaze Tachinu) iz leta 2013 govori o Jiru Horikošiju, konstruktorju japonskega lovskega letala A6M Zero. Kasneje tega leta je sporočil, da ne bo več snemal filmov.
Finančni uspehi so privedli do primejav z ameriškim animatorjem Waltom Disneyem in prepoznavnosti tudi na Zahodu. Leta 2006 je revija Time magazine na podlagi anket ocenila Mijazakija kot enega najvplivnejših Azijcev v zadnjih 60 letih. Leta 2014 je prejel oskarja za življenjsko delo.

## Življenje
Mijazaki, drugi izmed štirih bratov, je bil rojen v kraju Akebono-cho, tokijskem predelu Bunkyō-ku. Med 2. svetovno vojno je bil Mijazakijev oče Kacuji direktor podjetja »Letalstvo Mijazaki«, katerega lastnik je bil njegov brat (stric Hajaa Mijazakija). Podjetje je izdelovalo krmilne naprave za bojna letala tipa A6M Zero. V tem času je Mijazaki risal letala in druge letalske priprave; od tega časa dalje njegovo navdušenje nad aviatorstvom ni pojenjalo - in se pogosto pojavlja tudi v njegovih umetniških delih.
Mijazakijeva mama je bila zagrizena bralka in intelektualka, ki je pogosto dvomila v družbeno sprejete norme. Mijazaki je nekoč dejal, da je od nje podedoval način spraševanja in skepso. Kot otrok je bil priča neprestanim selitvam, deloma tudi zato, ker je mati med letoma 1947 in 1955 prestajala terapijo proti tuberkulozi. Mijazakijev film Moj sosed Totoro prikazuje družino, katere mati je imela podobno bolezen. Kot dijak je obiskoval gimnazijo Toyotama. V tretjem letniku si je ogledal film Hakujaden, ki velja za »prvi celovečerni barvni anime«, in se začel zanimati za animacijo. Da bi lahko postal animator, se je moral naučiti narisati človeško figuro, saj je bilo njegovo dotedanje delo omejeno na risanje letal in bojnih ladij.
Po maturi se je vpisal na univerzo Gakushuin, in leta 1963 diplomiral iz političnih znanosti in ekonomije. Bil je član kluba, ki je raziskoval otroško literaturo, za katerega je dejal, da bi bil» dandanes najbolj podoben klubu komikov«.
Aprila 1963 se je zaposlil v podjetju Toei Animation, kjer je delal kot risar v filmu Pes čuvaj hov hov (Wanwan Chushingura). Kmalu po nastopu dela je bil je pobudnik spora med delavci, nato pa je leta 1964 postal glavni tajnik sindikata Toei.
Oktobra 1965 se je poročil s sodelavko, animatorko Akemi Ota, ki je kasneje prenehala z delom in se posvetila vzgoji dveh njunih otrok, Gorōa in Keisukeja. Goro se danes ukvarja z animacijo in filmsko industrijo, v produkciji Studia Ghibli je režiral film Zgodbe iz Zemljemorja. Keisuke se ukvarja z lesnim kiparstvom.
Po Hajau Mijazakiju je bil 15. oktobra 1990 poimenovan asteroid 6905 Miyazaki.

## Filmografija

### Režija, scenarij in animacijske sheme
- Mirai Shōnen Konan - Konan - fant v prihodnosti, 1978
- Rupan Sansei: Kariosutoro no Shiro - Grad Cagliostro, 1979
- Meitantei Hōmuzu - Sherlock Hound, 1982
- Kaze no tani no Naushika - Nausicaä iz Dežele vetra, 1984
- Tenkū no Shiro Rapyuta - Laputa: Grad na nebu, 1986
- Tonari no Totoro - Moj sosed Totoro, 1988
- Majo no Takkyūbin - Kikina dostavna služba, 1989
- Kurenai no Buta - Porco Rosso, 1992
- On Your Mark, kratek animirani glasbeni video na glasbo Chage and Aska, 1995
- Mononoke Hime - Princesa Mononoke, 1997
- Sen to Chihiro no Kamikakushi - Čudežno potovanje, 2001 (oskar za najboljši animirani film, 2002)
- Hauru no Ugoku Shiro - Čarovnik Howl in gibljivi grad, 2004 (nominacija za oskarja, 2005)
- Gake no ue no Ponyo - Ponyo na skali, 19. julij 2008